# 域名

一张以英文维基百科的域名为例子的各層次的域名图表。

网域名称（英語：Domain Name，简称：Domain），简称域名、网域，是由一串用点分隔的字符组成的互联网上某一台计算机或计算机组的名称，用于在数据传输时标识计算机的电子方位。域名可以说是一个IP地址的代稱，目的是为了便于记忆后者。例如，wikipedia.org是一个域名。人们可以直接访问wikipedia.org来代替IP地址，然后域名系统（DNS）就会将它转化成便于机器识别的IP地址。这样，人们只需要记忆wikipedia.org这一串带有特殊含义的字符，而不需要记忆没有含义的数字。
域名的核心是域名系统（英語：Domain Name System，缩写：DNS），域名系统中的任何名称都是域名。在域名系统的层次结构中，各种域名都隶属于域名系统根域的下级。域名的第一级是顶级域，它包括通用顶级域，例如.com、.net和.org；以及国家和地区顶级域，例如.us、.cn和.tk。顶级域名下一层是二级域名，一级一级地往下。现在，还有一些新兴的中文域名，例如.在线等。这些域名向人们提供注册服务，人们可以用它创建公开的互联网资源或运行网站。顶级域名的管理服务由对应的域名注册管理机构（域名注册局）负责，注册服务通常由域名注册商负责。
截至2022年，已有超过5.69亿个域名登记注册。

## 目的与特性
IP地址是因特网主机的作为路由寻址用的数字型标识，不容易记忆，因而产生了域名这一种字符型标识，它比IP地址更容易记忆。这也是域名的一个重要功能——为数字化的互联网资源提供易于记忆的名称。
另外，域名具有唯一性，在资源更改IP地址时，只需要进行新IP地址与恒定域名的转换，即可实现将资源移动到网络地址拓扑中的不同物理位置。基于以上两个特性，域名还用于建立个体的唯一标识。任何组织和个人在提供因特网资源时，都可以选择与其名称对应的域名，让其他人轻松访问这些资源。

## 域名历史
在计算机网络上，使用IP数字地址的简单做法，可以追溯到ARPANET时代。当时，网络上的每台计算机都采用主机文件（即俗称的Hosts）进行解析。Hosts文件内包含对应计算机的IP地址，每个需要解析的主机都拥有主机文件。
主机数量的快速增长使得主机文件需频繁更新。于是，1983年，保罗·莫卡派乔斯发明了域名解析服务和域名系统，随后它们獲引入ARPANET。原始的技术规范在882号和883号因特网标准草案中发布。1987年发布的第1034和1035号草案修正了一些技术规范，并废除了之前的第882和883号草案。在此之后对因特网标准草案的修改基本上没有涉及到域名系统技术规范部分的改动。
1985年1月1日（不排除注册日期被重置的可能），世界上第一个域名nordu.net得以註冊。1985年3月15日，美国马萨诸塞州剑桥市的计算机系统公司注册了第一个.com域名symbolics.com。到1992年，登记的com域名不到15,000个。
互联网的兴起，使域名这一概念变得家喻户晓，也有很多人开始注册一个甚至多个域名。截止到2015年第一季度，已有2.94亿个域名登记注册。其中很大一部分属于.com，已有1.156亿个.com域名。2012年7月，.com的注册数量超过了所有ccTLD的总和。
今天，办事处位于美国的互联网名称与数字地址分配机构（ICANN）负责互联网域名空间的开发和架构。只有经过它授权的域名注册管理机构和域名注册商，才能对外界提供顶级域名管理和注册服务。另外，互联网号码分配局（IANA）负责运营域名系统根区域、委派顶级域名的管理，并负责.int和.arpa两个域名的管理。

## 域名层次

### 域名语法
域名由多个部分组成，这些部分通常连接在一起，并由点分隔，例如zh.wikipedia.org。最右边的一个标签是顶级域名，例如zh.wikipedia.org的顶级域名是org。一个域名的层次结构，从右侧到左侧隔一个点依次下降一层。每个标签可以包含1到63个八位元組。域名的结尾有时候还有一点，这是保留给根节点的，书写时通常省略，在查询时由软件内部补上。
域名里的英文字母不区分大小写，因此可以使用大写方法拼写，但一般都以小写形式拼写（有时为了区别i和L，将L改为大写）。

### 顶级域
顶级域（英語：Top-level domains，缩写：TLD）是域名中最高的一级，每个域名都以顶级域结尾。
域名刚设计出来时，顶级域名主要分成两类：国家及地区双字代码顶级域（国家和地区顶级域）（英語：Country Code Top-level domains，缩写：ccTLD）和通用顶级域（英語：general Top-level domains，缩写：gTLD）。前者基于ISO-3166规定的国家/地区双字缩写代码；后者代表了一组名称和多个组织，包括.gov（政府，现用于美国政府的网站），.edu（教育机构，现用于美国各类学校的网站），.com（商业，现在成为全球注册量最大、最通用的域名），.mil（军事，现用于美国国防部及其附属机构的网站），.org（非营利组织），.net（网络，当时獲定位为网络基础服务提供商）和.int（国际组织）等。
截至2009年10月，已存在21个通用顶级域名和250个国家及地区顶级域名，但它们远远不够互联网的使用。因此，在2011年，ICANN批准了一项新的TLD命名政策，以“在引入新的通用顶级域名方面，迈出重要的一步”。该计划设想了许多新的或已经提出的领域的可用性，以及新的应用和实施过程。2012年初，该计划开始实施，ICANN收到了1930份申请。2016年，gTLD批准达到1000个的大关。2011年后獲批准的通用顶级域名，並称为新通用顶级域名（英語：New general Top-level domains，缩写：NewgTLD）。

### 子域名
子域名将顶级域名进一步细分。域名层次结构中，顶级域名下面是二级域名，它位于顶级域名的左侧。例如，在zh.wikipedia.org中，wikipedia是二级域名。w3.org中，w3也是二级域名，与前例中的wikipedia属于一个层面。
二级域名下面是三级域名，它位于二级域名的左侧。例如，在zh.wikipedia.org中，zh是三级域名；zh-classical.wikipedia.org（文言文维基大典的域名）中，zh-classical也是三级域名，與前例中的zh属于一个层面。从右侧到左侧，隔一个点依次下降一层。
通常情况下，人们基于公司、产品或服务的名称来创建二级域名或更低级别的域名，以方便其他人识别和记忆。
完整域名的所有字符加起来不得超过253个ASCII字符的总长度。因此，当每一级都使用单个字符时，限制为127个级别：127个字符加上126个点的总长度为253。但实际上，某些域名可能具有其他限制；也没有只有一个字符的域名后缀。

### 国际化域名
以前，域名系统中允许的字符集基于ASCII，只支持拉丁字母、数字和连字符(-)，而不允许其他语言的文字。于是ICANN批准了国际化域名（英語：Internationalized Domain Name，缩写：IDN）系统，该系统将其他语言对应的Unicode字符串，转换为一个名为Punycode的编码字符集。转换结果由英文字母、数字和横线符号构成，符合传统域名的规范，这使得其他语言的文字可以注册域名，并在浏览器中访问。例如，“维基百科”转换为Punycode为xn--3js032e7ich4g。目前，许多顶级域名注册管理机构，已允许注册IDN域名，比如由VeriSign运营的.com；而一些带有除英文外的其他文字的顶级域名，就是基于IDN实现的，比如由中国互联网络信息中心运营的“.中国”顶级域名。

## 域名注册
域名注册商提供域名注册服务。要成为一个域名的注册商，需得到ICANN和该域名的域名注册局的认可。域名注册管理机构负责域名的技术维护和服务，并负责维护其管理的顶级域名的注册名称数据库。
域名注册人在注册商处登记域名信息后，域名注册管理机构和域名注册商通常会收取费用，一般是按域名的有效期计算，单位是年。收到费用后，向域名注册管理机构发去注册信息，后者授权前者在相应的顶级域名中分配名称，并使用一种特殊协议——WHOIS协议，发布域名注册信息。最后，注册商将域名的使用权限发放给域名注册人。此交易在注册商的角度看，称为域名的销售或租赁；在注册人的角度看，称为域名的注册或购买。目前，这一过程大多已经自动化。顶级域名注册管理机构和域名注册商的完整列表由ICANN发布。

## 域名解析
域名解析包括正向解析和反向解析。正向解析是把域名转换为IP地址的过程，机器间互相只认IP地址，所以需要把域名转换为IP地址。这需要由专门的域名解析服务器来完成，整个过程自动进行。反向解析比较罕见，是把IP地址转换为域名的过程，.arpa顶级域名专门用于这类用途。
DNS服务器可接受两种类型的解析，分别是递归解析和反复解析。两者的区别在于，前者查询失败一般直接返回失败消息，后者会继续查询一些其他的服务器。

## 衍生文化

### 混淆与误读
因为域名不区分大小写，所以某些域名可能会被误解。例如，程序员论坛Experts Exchange（專家談話），将原本的域名expertsexchange.com（專業的性轉換）更换为加入连字符的experts-exchange.com。

### 虚构域名
虚构域名是用于小说或流行文化，或用于示例、测试的域名，用于指代实际上不存在的域名，例如.web后缀域名。而规范的虚构域名是example.com和example.org，由IANA在RFC 2606中专门指定用于此类用途，以及“.测试”等顶级域名。
一个有趣的例子是，中国大陆的知名电视剧《爱情公寓》中，曾出现过一个叫“www.张伟是混蛋.com”的网站（张伟是该电视剧中的一名律师；当时汉字域名等国际化域名尚未成形）。后来该域名由这部电视剧的粉丝购买，搭建了一个关于该电视剧的博客站点。截止2018年8月，该博客的置顶文章阅读量已超过179万。

### 商业模式
域名通常与房地产类似，因为域名是建立网站的基础；而高质量的域名，如同抢手的房地产，具有重要价值。当它们与对应的公司、品牌或任何个体相结合时，能用于广告，搜索引擎优化和方便潜在的客户记忆。因此，不少人专门从事买卖域名的行业。因“域名”一词中，“名”字与“米”字相谐音，从事这一行业的人称为“米农”；注册域名叫“煮米”；出售域名叫“卖米”，等等。
另外，一些域名注册商和分销域名的主机托管商，提供了低成本甚至免费的域名注册，并采用了各种手段来收回成本，达到盈利。比如，一些主机托管商在提供免费域名时，要求域名必须捆绑在他们的主机上，或是和他们的主机一起购买。

### 域名抢注
域名抢注一般分为域名投资和恶意抢注两种。域名投资是凭借自己对市场的判断来注册域名，等升值后再出售并赚取差价。恶意抢注则是指抢先注册他人在该领域或相关领域中已经使用并有一定影响的商标、域名或商号等权利的行为。若域名里面带有一个商标，一般来说属于后者；如果是领域和常见名词，一般属于前者。
恶意抢注行为，若侵犯了商标权、知识产权等，可能会得不偿失。中国北京市的王女士先后注册了victoriassecret.com.cn和 victoriassecret.cn域名，知名内衣品牌维多利亚的秘密将她诉至法院。法院判决王女士停止使用涉案两争议域名，并赔偿维多利亚公司10万元。
為了避免所謂的「惡意搶註」事件，某些域名服務商在開放網址註冊前，可能會推出諸如「保留字」或「限制字」的政策，避免與相關網址項目無關之人士或組織惡意搶註，通常這些保留字也會被稱之「高價域名」。

### 滥用权利
批评家认为有些域名注册管理机构滥用域名行政权力。例如，.com的域名注册管理机构VeriSign（威瑞信），开发了VeriSign Site Finder系统，它将所有未注册的.com和.net域名重定向到VeriSign的搜索网页。尽管此举在社会上受到非常多的批评，但VeriSign仍无动于衷。直到ICANN威胁要撤销其管理.com域名的资格授权之后，VeriSign才不情愿地撤下Site Finder系统。
另一方面，美国政府对ICANN的政治影响与干涉也在社会上引起争议。20世纪80年代，互联网域名与地址的管理权一直由美国政府垄断（比如将.edu、.mil、.gov等域名用作美国自己使用，而不用.edu.us二级域名）。1998年，美国政府与ICANN签订合同，授权由ICANN负责协调管理。但美国政府仍然拥有对域名的控制权，并有时进行干涉（例如2005年，ICANN根据其政策初步批准了.xxx顶级域名的使用，但美国政府扬言要利用其合同权利来推翻ICANN的决定，而ICANN最终也因此屈服，此举曾遭到欧盟等组织的批评）。2013年，美国曝出的“棱镜门”丑闻引发了风波。尽管NSA的窃听与ICANN控制域名无关，但美国对ICANN的影响力象征着美国在互联网上的力量。“棱镜门”丑闻曝光带来的压力，促使奥巴马政府最终决定放弃对ICANN的权力。直到2016年10月，美国政府机构正式将互联网域名的管理权完全移交给ICANN，才结束了对域名管理近20年的垄断。
在美国通过ICANN影响全球互联网域名的同时，中国和俄罗斯等国家则通过域名对网站进行屏蔽。例如中国大陆的防火长城项目，通过DNS污染影响域名的正常解析干扰普通民众访问部分网站，此类措施长期以来遭受部分中國網民與西方世界的批评。